# Trattato di Plessis-les-Tours
Il trattato di Plessis-les-Tours fu sottoscritto il 29 settembre 1580, nel castello omonimo, tra il Consiglio di Stato delle Province Unite (ad eccezione di Zelandia e Olanda) e Francesco, duca d'Angiò (sostenuti da Guglielmo il Taciturno). 
In base ai termini del trattato, Francesco assunse il titolo di "Protettore della libertà dei Paesi Bassi" e divenne sovrano della Repubblica delle Sette Province Unite. L'accordo è stato in seguito ratificato a Bordeaux, il 23 gennaio 1581.
Quando Francesco tentò di impossessarsi di Anversa con la forza il 17 gennaio 1583, i cittadini assediati massacrarono il suo esercito e lo costrinsero quindi a ritirarsi dai Paesi Bassi nel mese di giugno. Morì di malaria in Francia l'anno successivo.